# Irena Kucowa
Irena Ludmiła Kucowa (ur. 12 czerwca 1911 (1912) w Trzebini, zm. 1 lipca 1995) – polska uczona, specjalizująca się w botanice. Doktor nauk przyrodniczych związana z Instytutem Botaniki im. Władysława Szafera Polskiej Akademii Nauk.

## Życiorys
Urodziła się 12 czerwca 1911 roku (niektóre źródła podają 1912) w Trzebini jako Irena Ludmiła Janik. Uczęszczała do szkoły powszechnej w Krakowie do 1922 r., a następnie do Państwowego Gimnazjum Żeńskiego im. Królowej Wandy, które ukończyła w 1930 roku. W tym samym roku podjęła studia na Uniwersytecie Jagiellońskim, w czerwcu 1937 roku uzyskując tytuł magistra filozofii z zakresu geografii, a w czerwcu 1939 magistra filozofii z zakresu botaniki.
W latach 1937–1951 pracowała w Muzeum Przyrodniczym Polskiej Akademii Nauk Krakowie w Dziale Botanicznym, awansując do stanowiska kustosza. Równocześnie od 1946 do 1947 roku uczyła geografii i biologii w Gimnazjum im. Królowej Jadwigi w Krakowie. W 1951 roku przedstawiła na Uniwersytecie Jagiellońskim rozprawę pt. „Krytyczny przegląd gatunków wierzb (Salix L.) z osadów glacjalnych Polski”, na podstawie której uzyskała stopień doktora nauk przyrodniczych. W 1953 roku rozpoczęła pracę w Instytucie Botaniki Polskiej Akademii Nauk, od 1954 na stanowisku adiunkta. Podczas pracy w Zakładzie Systematyki i Geografii Roślin Naczyniowych współpracowała przy kolejnych tomach z serii Flora Polski. Od 1958 roku (przynajmniej do 1961) prowadziła również wykłady z botaniki systematycznej w Zakładzie Botaniki Wyższej Szkoły Pedagogicznej w Krakowie. W 1980 roku przeszła na emeryturę.
Zmarła 1 lipca 1995 roku.

## Działalność naukowa
Głównym obszarem jej zainteresowań badawczych były rodzaje Galium i Asperula oraz Senecio nemorensis. Do tomów VII, X, XI, XII i XIII z serii Flora Polska opracowała rodziny Droseraceae, Rubiaceae i Tamaricaceae oraz rodzaje Arnica, Aposeris, Arnoseris, Chondrilla, Digitalis, Doronicum, Erechtites, Gratiola, Hypochoeris, Ligularia, Limosella, Lindernia, Mimulus, Onosma, Senecio i Tragopogon.
Przy naukowej nazwie taksonu jej autorstwa umieszczane jest nazwisko Kucowa. Przykładowy opisany przez nią takson: Galium pawlowskii Kucowa in Fragm. Florist. Geobot. 8: 433 (1962).

## Wybrane publikacje
Jest autorką 19 prac naukowych i popularnonaukowych, w tym:
- Irena Kucowa, Zielnik tyrolski Bolesława Kotuli, „Fragm. Flor. et Geobot.”, 4 (1-2), 1958, s. 3-16.
- Irena Kucowa, Gatunki Galium L. sekcji Leptogalium Lange z Polski i ziem ościennych, „Fragm. Florist. Geobot.”, 8, 1962, s. 417–442.
- Irena Kucowa, Rodzina Rubiaceae Juss., Mrzanowate, 1967 (Flora Polska, tom XI). Brak numerów stron w książce
- Irena Kucowa, Rodzaje Arnica L., Doronicum L., Ligularia Cass., Senecio L., Erechthites Raf. (Compositae), 1971 (Flora Polska, tom XII). Brak numerów stron w książce
- Irena Kucowa, Rodzaje Arnoseris Gaertn., Aposeris Neck., Chondrilla L., Hypochoeris L., Tragopogon L. (Compositae), 1972 (Flora Polska, tom XIII). Brak numerów stron w książce
- Irena Kucowa, O geograficznym rozmieszczeniu trzech gatunków marzanek (Asperula L.) w Polsce i na obszarach sąsiednich, „Fragm. Flor. et Geobot.”, 19 (1), 1973, s. 29-42.